# Seznam avstralskih kemikov
Seznam avstralskih kemikov.

## B
- Arthur John Birch (1915 – 1995)

## C
- John Cornforth (1917 – 2013)
- David P. Craig (1919 – 2015)

## F
- Hans Charles Freeman (1929 – 2008) (nem.-avstralski)

## H
- Craig Hawker
- Noel Hush

## M
- David Orme Masson

## R
- Leo Radom (1944 –)

## W
- Curt Wentrup